# Vanilla Sky
Vanilla Sky is een film uit 2001 onder regie van Cameron Crowe. De productie is een Amerikaanse versie van de Spaanse film Abre los ojos van regisseur Alejandro Amenábar. In beide speelt Penélope Cruz een hoofdrol als Sofía.
Het titelnummer van Vanilla Sky van de hand van Paul McCartney werd genomineerd voor een Academy Award, een Golden Globe, een Grammy Award en een Golden Satellite Award. De actrice Cameron Diaz kreeg voor haar rol eveneens een Golden Globe-nominatie. Acteur Tom Cruise won daadwerkelijk een Saturn Award voor zijn rol.

## Verhaal
David Aames (Tom Cruise) is een 32-jarige jongeman die heel erg rijk is omdat hij 51% van de aandelen van zijn vaders bedrijf heeft geërfd. Zijn ouders zijn vroeg in zijn leven omgekomen en daarom is Aames op jonge leeftijd al de baas van zo'n groots bedrijf. De rest van de 49% zijn in handen van zeven oude mensen die door David de bijnaam "De Zeven Dwergen" kregen. Hoewel David nooit precies weet wat hun plannen zijn vermoedt hij dat ze er alles aan doen om de overige 51% van de aandelen in handen te krijgen.
David is een echte ladies-man: hij versiert de vrouwen en is bevriend met Julianna met wie hij soms seks heeft. Ook heeft hij een beste vriend genaamd Brian (Jason Lee) die hij beschouwt als een broer. Dat zorgt er ook voor dat hij soms zijn aandacht niet volledig op zijn bedrijf richt.
Hoewel Aames een seksrelatie heeft met Julianna, heeft hij nooit echte liefde gevoeld, totdat hij Sofia (Penelope Cruz) ontmoet op zijn feestje. Hij wordt aan haar voorgesteld door Brian. Aames voelt meteen iets voor Sofia en probeert haar te versieren. Julianna is niet uitgenodigd op het feestje maar komt toch opdagen en loopt achter David aan wanneer hij op het feestje rondhangt met Sofia. Julianna doet er toch maar een beetje lacherig over wanneer hij een gesprek heeft met David op het feest. Brian raakt dronken tijdens het feest en besluit het feest te verlaten. David brengt Sofia naar huis en brengt daar de nacht door. Ze kijken televisie, zeggen lieve dingen tegen elkaar en maken portrettekeningen van elkaar.
De volgende ochtend voelt David zich helemaal gelukkig en zegt Sofia dat hij een afspraak wil maken met haar. Hij verlaat haar flat en ziet vervolgens een glimlachende Julianna tegenover hem staan. Ze biedt hem een lift aan, die hij aanneemt. Ze hebben een heftig gesprek in de auto en Julianna gaat steeds harder rijden. Julianna houdt van David, maar David wil alleen nog vrienden blijven. Haar liefde voor David blijkt een obsessie te zijn en ze raakt zó van streek dat ze de auto met haar en David erin van een brug rijdt.
Julianna overlijdt door dat ongeluk en David raakt langdurig in coma. Hij overleeft het, maar het ongeluk heeft ervoor gezorgd dat zijn gezicht volledig verminkt is. Ook heeft hij last van constante migraine omdat er metalen platen in zijn hoofd zitten. Hij krijgt een prothese-masker van de dokters, o.a. om zijn verwondingen te verbergen. Het ongeluk verandert alles voor David. Hij isoleert zich volledig van de wereld en doet alle zakelijke gesprekken via webcams. Ook communiceert hij niet meer met zijn vrienden. Uiteindelijk realiseert hij zich dat hij terug moet komen om ervoor te zorgen dat hij de aandelen in zijn bedrijf niet kwijtraakt. Ook bezoekt hij Sofia. Sofia is blij om hem te zien en David vraagt haar om een keer iets af te spreken. Dat neemt ze aan. David voelt dat hij, ondanks zijn misvormde gezicht, toch weer iets goed heeft bereikt, maar dat is van korte duur.
David spreekt met Sofia af in een disco en draagt zijn masker, maar tot zijn grote verrassing is Brian ook aanwezig. Sofia gaat even naar het toilet en Brian zegt dat hij de 'oude David' mist en dat hij zijn masker moet afdoen. David weigert dit omdat volgens hem hij er met masker beter uitziet dan zonder. David krijgt het idee dat Sofia bang is van hem. Hij begint veel te drinken en observeert Sofia terwijl ze aan het dansen is in de disco. Wanneer Sofia vervolgens een gesprek met hem aangaat vernedert hij haar. Sofia vertrekt en wil zowel David als Brian niet meer zien en ze rent weg. Brian rent haar achterna en David krijgt visies dat Brian een relatie heeft met Sofia. Hij is dronken en valt 's nachts bewusteloos op straat.
Wanneer hij 's morgens wakker wordt ziet hij Sofia voorzich staan. ze zegt dat ze voor hem is teruggekomen en zegt dat ze een relatie met hem wil aangaan, op voorwaarde dat hij zich normaal gedraagt. Zo niet, dan verlaat ze hem. David gaat akkoord en samen gaan ze terug naar huis. Vanaf dat moment breekt een gelukkige, maar surrealistische, tijd aan.
David en Sofia gaan samenwonen en het lukt de dokters zelfs om het verminkte gezicht van David te herstellen door nieuwe medische mogelijkheden. Ook zakelijk gaat het beter nadat Davids leven weer gelukkiger wordt. Ook sociaal begint David weer te herstellen. Hij is weer bevriend met Brian en ook de liefde tussen David en Sofia kan niet stuk. Maar toch is er iets vreemds aan de hand. David krijgt last van déjà-vu's van mensen die hij denkt eerder gezien te hebben in zijn leven en krijgt nachtmerries dat hij weer een verminkt gezicht heeft. Ook komt hij een man tegen in een bar die claimt dat hij de wereld in handen heeft. Dan wordt hij midden in de nacht wakker en denkt dat Julianna in zijn bed ligt. David schrikt en vraagt waar Sofia is maar Julianna claimt dat ze Sofia is. David wordt agressief en bindt haar met touw vast. Ondanks dat David ziet dat Julianna in bed ligt, claimt Julianna dat ze Sofia is.
David wordt gearresteerd door de politie voor mishandeling. Een goede zakenvriend van hem, Thomas, zegt dat hij het bewijs van die mishandeling gaat vernietigen en hij toont de bewijzen. Op de foto's staat Julianna met een bebloed gezicht, maar iedereen claimt dat de vrouw Sofia is. Ook Brian wordt woedend op David als hij hoort wat er is gebeurd. Hoewel David probeert te zeggen dat het Julianna is en niet Sofia, gelooft hij hem niet. Het enige dat hij zegt is dat hij wakker moet worden en Brian wil niks meer met David te maken hebben.
David gaat terug naar huis en begint zijn huis te doorzoeken. Daar wordt hij met een wc-bril knock-out geslagen door 'Julianna' die denkt dat David een vandaal is. David vraagt wie Julianna is en ze beweert nog steeds dat ze Sofia is. Ze probeert David te kalmeren en pakt een handdoek. Wanneer ze weer terugkomt lijkt ze gewoon weer op Sofia. David is gerustgesteld en David en Sofia hebben seks. Tijdens die seks neemt Sofia ineens weer het uiterlijk aan van Julianna. David raakt in paniek en laat deze 'vrouw' stikken met een kussen. Vervolgens ziet hij dat het gaat om Sofia en hij raakt in paniek. Hij rent zijn huis uit. Hij kijkt in een spiegel en ziet ook dat hij weer een misvormd gezicht heeft.
David komt in een gevangenis terecht en wordt aangeklaagd voor moord. Eenmaal in de cel weigert hij zijn masker af te doen vanwege zijn misvormde gezicht. Hij krijgt hulp van Dr. Curtis McCabe (Kurt Russell) om zich dingen te herinneren. Hij vertelt zijn verhaal aan Dr. McCabe. Die vindt het moeilijk om te communiceren met David omdat hij zijn ware gezicht niet toont. David kan zich de gebeurtenissen niet meer herinneren, maar stukje bij beetje vertelt hij zijn levensverhaal aan Dr. McCabe. Hij vertelt onder meer hoe hij zich voelde als de zoon van een rijke zakenman, hoeveel liefde hij voelde voor Sofia en hoe het ongeluk alles veranderde in zijn leven. Hoewel Dr. McCabe zeker weet dat Davids gezicht niet meer misvormd is aangezien de dokters zijn gezicht hebben hersteld, claimt David dat hij de dokters nooit heeft vertrouwd en dat hij zich waant in een surrealistische wereld. Ook maakt hij tekeningen van Sofia, maar hij kan zich niets meer herinneren van een moord. Uiteindelijk ontrafelt hij het feit dat hij Sofia heeft vermoord en hij bekent. Ondanks zijn bekentenis heeft hij niet het gevoel dat hij iemand heeft vermoord. Wanneer David een reclame ziet van een organisatie genaamd Life Extension begint hij zich daar weer iets van te herinneren.
Dr. McCabe en een team van agenten brengen David naar het kantoor van Life Extension: een hoge wolkenkrabber. David heeft meteen het idee dat hij ooit eerder in het gebouw is geweest en er wordt uitgelegd dat Life Extension mensen bevriest (als ze een zeer ernstige ziekte hebben bijvoorbeeld) zodat, wanneer er een ooit een geneesmiddel wordt gevonden, ze dan weer ontdooid kunnen worden. Er is ook moderne technologie: een persoon wordt ingevroren maar krijgt nieuwe herinneringen, zodat hij een mooier leven heeft. Wanneer David dat hoort draait hij door en rent hij verder het gebouw in. Hij schreeuwt om technische hulp en er verschijnt een man. Het is dezelfde man uit het café die geclaimd heeft dat hij controle had over alles. De man vraagt hem om de lift binnen te treden. De lift gaat naar het dak van de wolkenkrabber en de man legt uit dat David een contract heeft ingediend bij Life Extension, vlak na het auto-ongeluk. David kwam in een depressie en kon de pijn van de metale platen in zijn hoofd en zijn verminkte gezicht niet meer aan en besloot zelfmoord te plegen. Sterker nog: de nacht na de disco toen hij dronken in slaap viel op straat heeft hij Sofia nooit meer gezien. Hij is naar huis gegaan en heeft zijn laatste dagen in isolatie geleefd. Hij bleef thuis, sprak niemand meer en deed alle zakelijke dingen via de computer. Hij heeft uiteindelijk zelfmoord gepleegd met pillen, waarna hij een uur later is ingevroren. Alles wat hij daarna heeft gedacht nadat Sofia hem hielp op straat is een droom geweest terwijl hij ingevroren was. De bedoeling hiervan is om mensen een fijn leven te bieden terwijl ze ingevroren zijn, maar bij David ging er iets fout. Zijn onderbewustzijn verving Sofia voor Julianna en ook andere details kwamen in de droom terecht die er eigenlijk niet in hoorde. David heeft Sofia dus niet in het echt vermoord.
Wanneer David en de mysterieuze man op het dak arriveren van de wolkenkrabber, komt David voor een keuze te staan: hij kan niks doen en de droom wordt weer gereactiveerd en alles is weer goed, hij kan kiezen om wakker te worden en weer terug te keren naar de echte wereld. Het is een moeilijke keuze voor David, want hij heeft 150 jaar ingevroren gezeten. David besluit te kiezen voor een echt leven, want ondanks dat hij financieel zeer weinig geld zal hebben, kunnen ze zijn misvormde gezicht weer herstellen. Dr. McCabe is er ook en vreest dat dit allemaal een set-up is, maar hij kan niet ontkennen dat hij slechts een deel is van Davids droom. In het laatste stukje van de droom ziet David zijn twee vrienden Brian en Sofia weer voor zich en zijn verminkingen op zijn gezicht verdwijnen. David zoent Sofia en maakt daarna zijn keuze door van de wolkenkrabber af te springen. Daarna zien we zijn leven weer voorbij gaan.
De film eindigt met de woorden: 'open je ogen' waarna er een oog in close-up open gaat (wellicht Davids oog).

## Rolverdeling
| Acteur         | Personage               |
| -------------- | ----------------------- |
| Tom Cruise     | David Aames             |
| Penélope Cruz  | Sofia Serrano           |
| Cameron Diaz   | Julianna 'Julie' Gianni |
| Kurt Russell   | Dokter Curtis McCabe    |
| Jason Lee      | Brian Shelby            |
| Noah Taylor    | Edmund Ventura          |
| Timothy Spall  | Thomas Tipp             |
| Johnny Galecki | Peter Brown             |